# Limbdi
Limbdi o Limri o Limbadi fou un estat tributari protegit de l'agència de Kathiawar, prant de Jhalawar, a la presidència de Bombai. La superfície era de 632 km² amb 46 pobles. El riu Bhogava regava l'estat però estava sec fora de la temporada de pluges. El clima era saludable però calorós. La població era el 1872 de 40.186 habitants; el 1881 de 43.063, el 1891 de 48.176 i el 1901 de 31.287 (descens degut a la fam de 1899-1900). El 1931 la població s'havia recuperat fins a 40.688 habitants. La majoria (5/6 parts) eren hindús, i la resta jains (4300) i musulmans (3000). L'exèrcit el formaven 77 homes dels quals 27 a cavall. La policia estava integrada per 74 agents.
La casa reial deriva d'Harpaldeo, ancestre igualment de la casa de Dhrangadhra. Harpaldeo va tenir tres fills dels que el gran va fundar la dinastia de Dhrangadhra; el segon, Manguji, que va fundar la dinastia de Limbdi i el tercer que va rebre Sachana i Chor Vadodra. El sobirà va signar un tractat amb els britànics el 1807. Van rebre a finals del segle XIX sanad d'adopció i el sobirà dret a salutació de 9 canonades i títol de thakur sahib. L'estat era considerat de segona classe. Els ingressos eren de 2 lakhs (200.000 rúpies) i pagava tribut al goven britànic i al nawab de Junagarh.
La capital era Limbdi que era també l'única municipalitat. Estava situada a 22° 33′ 19″ N, 71° 48′ 02″ E / 22.555184°N,71.800426°E a la riba del Bhogava a uns 25 km al sud-est de Wadhwan amb una població el 1901 de 12.485 habitants, i antigament fortificada. El palau del thakur fou destruït pel foc el 1906.

## Llista de thakurs
- Manguji
- Madhupal o Manipal (fill)
- Dhaval, vers 1194
- 7 descendents
- Nagji I
- 4 successors
- Khetoji II ?-1486
- Saghoji (fill)
- 4 successors
- Askaranji
- Aderaji segle XVII
- Verisalji I Aderajji
- Askaramji III Verisalji
- Aderajji II Askaranji
- Verisalji II Aderajji
- Harbhamji Verisalji ? - 1786
- Harisimhji Harbhanji 1786 - 1825
- Bhojraji Harisimji 1825 - 1837
- Harbhamji II Bhojraji 1837 - 1856
- Fatehsimhji Bhojraji 1856 - 1862
- Jashwantsinhji Fatehsinhji 1862 - 1907 
  - Rani Bai Shri Hariba Kunverba Sahiba, regent 1862 - 1877
- Daulatsinhji Jashwantsinhji 1907 - 1940
- Digvijaysinhji Daulatsinhji 1940 - 1941
- Chhatarsalji Digvijaysinhji 1941 - 1948